# Alpheus macrocheles
La gamba papuana (Alpheus macrocheles) es una especie de gamba de la familia Alpheidae, orden Decapoda. Es una gamba omnívora, que generalmente se alimenta de parásitos, tejidos muertos, peces pequeños, almejas y copépodos. Presenta pinzas asimétricas al igual que la especie Alpheus cedrici siendo una de ellas más grande que la otra, con objeto de producir un potente chasquido que utilizan como método de caza. Algunas gambas de esta especie mantienen relaciones simbióticas con gobios.[cita requerida]

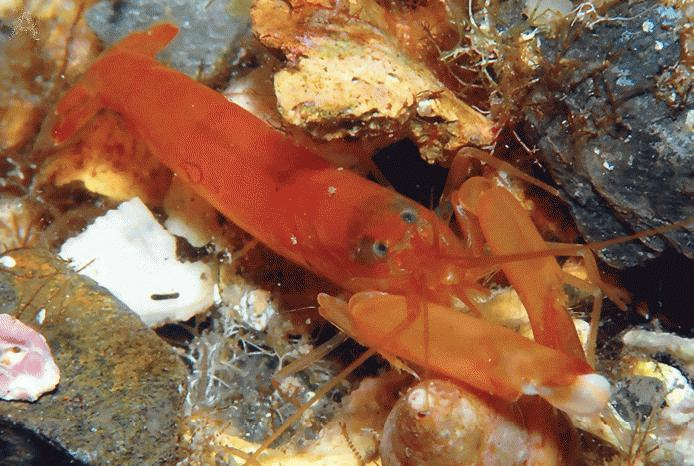
Alpheus macrocheles en acuario de arrecife.

## Morfología
Esta gamba tiene la misma coloración que las especies Lysmata amboinensis, Lysmata debelius y Alpheus cedrici, es decir, que es de color rojo.[cita requerida]

## Distribución
Esta gamba habita en las costas de Papúa Nueva Guinea, país situado en el Océano Pacífico.
- Datos: Q4481930
- Multimedia: Alpheus macrocheles / Q4481930